# District de Barrobo
Le district de Barrobo est une subdivision du comté de Maryland au Liberia. 
L’autre district du comté de Maryland est :
- Le district de Pleebo/Sodeken